# Diva (журнал)
Diva (укр. Діва) — провідний щомісячний журнал Великої Британії для лесбійок. Випуск видання було започатковано у 1994 році компанією Millivres Prowler Group Ltd., яка також видає часопис для геїв Gay Times. Перше число вийшло у квітні того ж року. Редактором журналу з 2004 року є Джейн Чизельска.

## Публікації й зміст
Журнал Diva публікує статті, присвячені соціальним питанням лесбійок і бісексуальних жінок, а також відверті інтерв'ю з гей-іконами і відомими лесбійками. Серед постійних — рубрики про подорожі, моду, календар подій, а також розділи про новинки кіно, музики й книг лесбійської тематики. Журнал також містить великий розділ контактів та оголошень про знайомства.
У листопаді 2008 року, з метою відзначення виходу 150-го номера, Diva вийшла під назвою «Сувенірне видання» з обкладинками усіх попередніх видань, які були опубліковані з квітня 1994 року.. Diva має свій вебсайт знайомств, який було запущено у 2013 році.
Натхненна проєктом Сексизм щодня (Everyday Sexism Project), редактор журналу Diva Джейн Чизельска у 2013 році розпочала кампанію Лесбофобія щодня (англ. Everyday Lesbophobia), метою якого є документування випадків лесбофобії в суспільстві.